# جيورجي كونراد
جيورجي كونراد (1933 - 2019)، هو كاتب روائي وصحفي مجري من اصول يهودية، يعتبر واحدا من أهم الكتاب في القرن العشرين.
ولد في في المستشفى الجامعي في دبرتسن في المجر يوم 2 أبريل 1933. قضى 11 عامًا من عمره في بيريتوجوفالو في شرق المجر. كان والده جوزيف كونراد تاجرًا. والدته روزا كلاين جاءت من البرجوازية اليهودية في ناجيفراد. درس الأدب وعلم الاجتماع وعلم النفس في جامعة Konrád،
توفي يوم الجمعة 13 سبتمبر 2019 في بيته بالعاصمة بودابيست عن عمر يناهز 86 عما، تاركا إرثا أدبيا غنيا وإبداعات تجاوزت حدود بلاده.

## من أشهر أعماله
- رواية بعنوان «اليوم الثقيل»، التي ترجمت إلى 13 لغة،
- رواية «كرة في الحديقة» وغيرها كثير......

وقد تم حظر منشورات كونراد، التي كانت لها آراء معارضة للنظام الهنغاري آنذاك، حتى عام 1989.

## الجوائز
- جائزة شارليمان الدولية في أخن الألمانية لإسهاماته في «توحيد أوروبا»، واعتبرته لجنة تحكيم الجائزة «مشيد جسر العدالة والتصالح في أوروبا».
- وجوائز أخرى كثيرة...

## وصلات خارجية
- الموقع الرسمي
- جيورجي كونراد على موقع IMDb (الإنجليزية)
- جيورجي كونراد على موقع الموسوعة البريطانية (الإنجليزية)
- جيورجي كونراد على موقع مونزينجر (الألمانية)
- جيورجي كونراد على موقع قاعدة بيانات الفيلم (الإنجليزية)